# Liste auf dem Warschauer Powązki-Friedhof bestatteter Persönlichkeiten
Die Liste auf dem Warschauer Powązki-Friedhof bestatteter Persönlichkeiten führt bekannte Personen auf, die auf dem Powązki-Friedhof in Warschau ihre letzte Ruhestätte fanden. Auf dem Friedhof sind Hunderte von bedeutenden Persönlichkeiten bestattet. Zur Abgrenzung werden hier nur die Grabstätten solcher Personen aufgeführt, zu denen es einen Artikel in der deutschsprachigen Wikipedia gibt. Die Zuordnung nach Berufsgruppen erfolgt nach dem vorrangigen Tätigkeitsfeld der Verstorbenen.

## Schauspieler
- Nina Andrycz (1912–2014)
- Aleksander Bardini (1913–1995), Theaterregisseur
- Elżbieta Barszczewska (1913–1987)
- Hanka Bielicka (1915–2006), Kabarettist
- Włodzimierz Bielicki (1932–2012)
- Mieczysława Ćwiklińska (1879–1972)
- Mariusz Dmochowski (1930–1992)
- Tadeusz Fijewski (1911–1978)
- Maria Gorczyńska (1899–1959)
- Irena Górska-Damięcka (1910–2008), Theaterregisseur
- Gustaw Holoubek (1923–2008), Theaterdirektor
- Tadeusz Janczar (1926–1997)
- Stefan Jaracz (1883–1945)
- Kalina Jędrusik (1930–1991)
- Krzysztof Kolberger (1950–2011)
- Andrzej Kopiczyński (1934–2016)
- Krzysztof Kowalewski (1937–2021)
- Jan Kreczmar (1908–1972)
- Irena Kwiatkowska (1912–2011)
- Jolanta Lothe (1942–2022)
- Andrzej Łapicki (1924–2012)
- Zdzisław Maklakiewicz (1927–1977)
- Irena Malkiewicz (1911–2004)
- Lech Ordon (1928–2017)
- Kazimierz Opaliński (1890–1979)
- Marek Perepeczko (1942–2005)
- Zula Pogorzelska (1896–1936)
- Jadwiga Smosarska (1898–1971)
- Irena Solska (1878–1958)
- Aleksandra Śląska (1925–1989)
- Lucyna Winnicka (1928–2013)
- Janusz Zakrzeński (1936–2010)

## Künstler
- Henryk Adamus (1880–1950), Dirigent
- Kazimierz Alchimowicz (1840–1916), Maler
- Eugeniusz Arct (1899–1974), Maler
- Jerzy Artysz (1930–2024), Sänger
- Tadeusz Baird (1928–1981), Komponist
- Wojciech Bogusławski (1757–1829), Theaterdirektor
- Walery Brochocki (1847–1923), Maler
- Jan Bułhak (1876–1950)
- Józef Elsner (1769–1854), Komponist
- Maria Fołtyn (1924–2012), Sängerin
- Józef Gosławski (1908–1963), Bildhauer
- Rafał Hadziewicz (1803–1886), Maler und Hochschullehrer
- Konstanty Hegel (1799–1876), Bildhauer und Hochschullehrer
- Andrzej Hiolski (1922–2000), Sänger
- Zygmunt Hübner (1930–1989), Regisseur
- Piotr Janowski (1951–2008), Geiger
- Irena Jarocka (1946–2012), Sängerin
- Maria Kalergis (1822–1874), Pianistin
- Mieczysław Karłowicz (1876–1909), Komponist
- Jan Kiepura (1902–1966), Sänger
- Krzysztof Kieślowski (1941–1996), Filmregisseur
- Stefan Kisielewski (1911–1991), Komponist
- Krzysztof Komeda (1931–1969), Komponist
- Janina Korolewicz-Waydowa (1876–1955), Sängerin
- Franciszek Maria Lanci (1799–1875), Architekt
- Jan Lebenstein (1930–1999), Maler
- Józef Grzegorz Lessel (1802–1844), Architekt
- Witold Lutosławski (1913–1994), Komponist
- Witold Małcużyński (1914–1977), Pianist
- Henryk Marconi (1792–1863), Architekt
- Stanisław Masłowski (1853–1926), Maler
- Dominik Merlini (1730–1797), Architekt
- Stanisław Moniuszko (1819–1872), Komponist
- Tadeusz Nalepa (1943–2007), Musiker
- Czesław Niemen (1939–2004), Sänger
- Stanisław Noakowski (1867–1928), Architekt
- Michał Kazimierz Ogiński (1730–1800), Schriftsteller
- Hanka Ordonówna (1902–1950), Sängerin und Tänzerin
- Józef Pankiewicz (1866–1940), Maler
- Eugeniusz Pankiewicz (1857–1898), Pianist
- Jerzy Petersburski (1895–1979), Pianist
- Władysław Podkowiński (1866–1895), Maler
- Piotr Potworowski (1898–1962), Maler
- Zenon Przesmycki (1861–1944), Schriftsteller
- Stefan Rachoń (1906–2001), Geiger
- Danuta Rinn (1936–2006), Sängerin
- Witold Rudziński (1913–2004), Komponist
- Feliks Rybicki (1899–1978), Dirigent
- Piotr Rytel (1884–1970), Komponist
- Kazimierz Serocki (1922–1981), Komponist
- Władysław Skoczylas (1883–1934), Maler und Bildhauer
- Henryk Siemiradzki (1843–1902), Maler
- Katarzyna Sobczyk (1945–2010), Sängerin
- Zofia Stankiewicz (1862–1955), Malerin
- Wojciech Stattler (1800–1875), Maler
- Józef Szajna (1922–2008), Maler
- Violetta Villas (1938–2011), Sängerin
- Wanda Warska (1930–2019), Sängerin
- Witold Wojtkiewicz (1879–1909), Maler

## Wissenschaftler und Kulturschaffende
- Karol Adamiecki (1866–1933)
- Karol Bohdanowicz (1864–1947)
- Jan Ekier (1913–2014), Hochschullehrer
- Aleksander Gieysztor (1916–1999), Historiker
- Władysław Grabski (1874–1938), Ministerpräsident
- Bogusław Kaczyński (1942–2016), Journalist
- Stanisław Kierbedź (1810–1899), Ingenieur
- Hugo Kołłątaj (1750–1812), Politiker
- Stanisław Konarski (1700–1773), Schriftsteller
- Jan Kułakowski (1930–2011), Politiker
- Jan Józef Lipski (1926–1991), Literaturhistoriker
- Karol Małcużyński (1922–1984), Politiker
- Stefan Mazurkiewicz (1888–1945), Mathematiker
- Wojciech Młynarski (1941–2017), Dichter
- Jan Nowak-Jeziorański (1914–2005), Politiker
- Leon Petrażycki (1867–1931), Jurist
- Jerzy Regulski (1924–2015), Ökonom
- Wojciech Rubinowicz (1889–1974), Physiker
- Henryk Samsonowicz (1930–2021), Hochschullehrer und Politiker
- Irena Sendlerowa (1910–2008), Leichtathletin
- Wacław Sierpiński (1882–1969), Mathematiker
- Andrzej Stelmachowski (1925–2009), Jurist und Politiker
- Bogdan Suchodolski (1903–1992), Historiker
- Anna Świderkówna (1925–2008), Literaturhistorikerin
- Władysław Tatarkiewicz (1886–1980), Historiker
- Jerzy Waldorff (1910–1999), Schriftsteller
- Jan Zachwatowicz (1900–1983), Architekt
- Kazimierz Zarankiewicz (1902–1959), Mathematiker
- Jan Żabiński (1897–1974), Zoologe

## Schriftsteller
- Jerzy Andrzejewski (1909–1983), Schriftsteller
- Halina Auderska (1904–2000), Schriftstellerin
- Małgorzata Baranowska (1945–2012), Dichterin
- Miron Białoszewski (1922–1983), Dichter und Schauspieler
- Franciszek Bohomolec (1720–1784)
- Jerzy Braun (1901–1975), Dichter
- Stanisław Mackiewicz (1896–1966), Ministerpräsident
- Zofia Chądzyńska (1912–2003), Schriftstellerin
- Joanna Chmielewska (1932–2013), Schriftstellerin
- Maria Dąbrowska (1889–1965), Schriftstellerin
- Jadwiga Łuszczewska (1834–1908), Dichterin
- Franciszek Ksawery Dmochowski (1762–1808), Dichter
- Jan Dobraczyński (1910–1994), Schriftstellerin
- Tadeusz Dołęga-Mostowicz (1898–1939)
- Adolf Dygasiński (1839–1902), Schriftsteller
- Stanisław Dygat (1914–1978), Schriftsteller
- Wiktor Gomulicki (1848–1919), Schriftsteller
- Julia Hartwig (1921–2017), Dichterin
- Zbigniew Herbert (1924–1998), Dichter und Dramaturg
- Marek Hłasko (1934–1969), Schriftsteller
- Kazimiera Iłłakowiczówna (1892–1983), Dichter
- Paweł Jasienica (1909–1970), Schriftsteller
- Mieczysław Jastrun (1903–1983), Dichter
- Jacek Kaczmarski (1957–2004), Dichter
- Stefan Kiedrzyński (1888–1943), Dramaturg
- Maria Kownacka (1894–1982), Schriftstellerin
- Bolesław Leśmian (1877–1937), Dichter
- Antoni Malczewski (1793–1826), Dichter
- Stanisław Młodożeniec (1895–1959), Dichter
- Antoni Edward Odyniec (1804–1885), Dichter
- Artur Oppman (1867–1931), Dichter
- Agnieszka Osiecka (1936–1997), Dichterin
- Bolesław Prus (1847–1912), Schriftsteller
- Kazimierz Przerwa-Tetmajer (1865–1940), Schriftsteller
- Władysław Reymont (1867–1925), Schriftsteller
- Maria Rodziewiczówna (1863–1944), Schriftstellerin
- Wacław Rolicz-Lieder (1866–1912), Dichter
- Maciej Kazimierz Sarbiewski (1595 – 1640), Geistlicher
- Melchior Wańkowicz (1892–1974), Schriftsteller
- Kazimierz Wierzyński (1894–1969), Dichter
- Kazimierz Władysław Wóycicki (1807–1879), Schriftsteller
- Narcyza Żmichowska (1819–1876), Schriftstellerin

## Weitere
- Edward Abramowski (1868–1918), Philosoph
- Kazimierz Ajdukiewicz (1890–1963), Philosoph
- Stanisław Car (1882–1938), Jurist und Politiker
- Jan Charytański (1922–2009), Theologe
- Agaton Giller (1831–1887), Teilnehmer eines Aufstandes
- Stanisław Hniedziewicz (1943–2017), Politiker
- Izabela Jaruga-Nowacka (1950–2010), Politikerin
- Rajmund Kaczyński (1922–2005), Physiker und Soldat
- Jan Kiliński (1760–1819), Teilnehmer eines Aufstandes
- Stanisław Komorowski (1953–2010), Politiker
- Leon Kozłowski (1892–1944), Ministerpräsident
- Zbigniew Józef Kraszewski (1922–2004), Geistlicher
- Leopold Julian Kronenberg (1849–1937), Unternehmer und Bankier
- Stanisław Kukuryka (1928–2010), Politiker
- Maria Kwaśniewska (1913–2007), Speerwerferin
- Stefan Meller (1942–2008), Diplomat
- Jan Mosdorf (1903–1943), Publizist
- Eligiusz Niewiadomski (1869–1923), Präsidentenmörder
- Marceli Nowotko (1893–1942), Kommunist
- Leopold Okulicki (1898–1946), Offizier
- Bolesław Piasecki (1915–1979), Politiker
- Aleksandra Piłsudska (1882–1963), Ehefrau von Józef Piłsudski
- Jadwiga Piłsudska (1920–2014), Pilotin
- Antoni Ponikowski (1878–1949), Ministerpräsident
- Kazimierz Pużak (1883–1950), Politiker
- Stefan Rowecki (1895–1944), Offizier
- Edward Rydz-Śmigły (1886–1941), Marschall von Polen
- Artur Śliwiński (1877–1953), Ministerpräsident
- Stanisław Wojciechowski (1869–1953), Präsident
- Józef Zajączek (1752–1826), Offizier
- Wojciech Żywny (1756–1842), Lehrer